# محمد عزت دروزه
محمد عزت دروزه (عربی: محمد عزة دروزة)؛ (زاده ۱۸۸۷ - درگذشته ۱۹۸۴) اندیشمند، نویسنده و مبارز ملی عرب بود که در شهر نابلس فلسطین متولد شد. وی معروف به مورخ مسئله فلسطین و محقق در زمینه دانش نامه و مفسر قرآن بود و تألیفات زیادی از او بجا مانده که یکی از معروفترین آن‌ها «تاریخ بنی اسرائیل» است.

## تحصیلات
محمد عزت تحصیلات ابتدایی را در نابلس به اتمام رساند ولی نتوانست تحصیلات بالاترش را به‌طور منظم ادامه بدهد ولی مطالعاتش را به‌طور مستمر ادامه داد. وی به عنوان یک فرد بسیار ذکاوتمند توصیف می‌شد.

## وظائف و مسئولیت‌ها
وی فعالیت‌های ملی‌اش را در سال ۱۹۰۸ با پیوستن به «حزب ائتلاف و آزادی عثمانی» شروع کرد. سپس در سال ۱۹۱۴به «حزب سراسری» پیوست و ریاست کنفرانس سوریه را بعهده گرفت. وی در سال ۱۹۱۹ با توافق نظامی فرانسه و انگلستان بخاطر این که با خواسته مردم سوریه در تضاد بود به مخالفت برخاست و سرانجام در سال ۱۹۳۲ به‌همراه تعداد دیگری «حزب استقلال عرب» را تأسیس کرد. او همچنین طی سال‌های ۱۹۳۲ تا ۱۹۳۷ مدیر کل اوقاف اسلامی فلسطین بود.

## فعالیت‌های سیاسی
محمد عزت در سال ۱۹۳۷ برای ادامه تلاش و خدمت به کشورش به دمشق هجرت کرد ولی فرانسوی‌ها او را دستگیر و به ۵ سال زندان محکوم کردند و سپس در سال ۱۹۴۰ آزاد و به ترکیه تبعید شد و تا سال ۱۹۴۵ در آنجا اقامت داشت. همچنین مقامات فرانسوی حکم اعدام وی را بعد از نبرد میسلون صادر کردند. او در مقابل طرح تقسیم فلسطین ایستاد و یکی از برجسته‌ترین اعضای هیئت عربی برای آزادی فلسطین بریاست حاج امین الحسینی بود.

## تألیفات
از محمد عزت بیش از ۵۰ جلد کتاب در زمینه‌های مختلف عربی و اسلامی و تاریخ به‌جای مانده‌است از جمله چندین جلد کتاب در زمینه تاریخ جنبش و وحدت عربی.

## درگذشت
محمد عزت دروزه در سال ۱۹۸۴ در دمشق پایتخت سوریه وفات یافت و همان‌جا دفن شد.